# بوليين
البولينات (المتعددات) هي مركبات عضوية متعددة-غير مشبعة تحتوي على واحد أو أكثر من تتابعات الرابطة المزودجة والفردية بين كربون-كربون. وهذا التتابع في الروابط بين كربون-كربون يتفاعل فيما بينه في عملية تسمي الترافق, وينتج عن ذلك تقليل للطاقة الكلية للجزيء. وكثير من الأحماض الدهنية من البولينات، وعديد من الصبغات يحتوى على بولينات خطية. 

أمفوتيريسين ب، مثال عن البوليينات صفراء اللون المضادة للفطريات. لاحظ تناوب الروابط المفردة المزدوجة في المركز

يوجد تصنيف من مضادات الفطريات التي يطلق عليها مضادات حيوية بولينية. ويشبه بنائها الكيميائي حلقة كبيرة من الذرات (حلقة إستر بالأساس) وتحتوى على روابط كربون-كربون ثنائية مترافقة على أحد أوجهها، وعديد من مجموعات الهيدروكسيل على الجانب الأخر من الحلقة. وتمتص سلسلة الترافق للروابط المزدوجة طيف الأشعة فوق البنفسجية، مما يجعل المضادات الحيويى البولينية لها لون أصفر.

## معرض صور